# Winston Gordon
Winston Alanzo Gordon (* 9. November 1976 in Wandsworth, London) ist ein ehemaliger britischer Judoka. Er war Olympiafünfter 2004 und Europameisterschaftsdritter 2006.

## Sportliche Karriere
Der 1,87 m große Winston Gordon kämpfte im Mittelgewicht. 1996 war er Dritter der Junioreneuropameisterschaften. 1998 belegte er den siebten Platz bei den Europameisterschaften in Oviedo, 1999 war er Siebter bei den Europameisterschaften in Bratislava. 2002 unterlag er bei den Europameisterschaften in Maribor im Kampf um Bronze dem Georgier Surab Swiadauri. Bei den Commonwealth Games 2002 in Manchester bezwang Gordon im Finale den Kanadier Keith Morgan. Zwei Jahre später bei den Olympischen Spielen in Athen besiegte Gordon im Viertelfinale den Brasilianer Carlos Honorato. Nach Niederlagen gegen Surab Swiadauri im Halbfinale und den Niederländer Mark Huizinga im Kampf um Bronze belegte Gordon den fünften Platz.
2006 bei den Europameisterschaften in Tampere unterlag Gordon im Viertelfinale dem Russen Iwan Perschin. Mit zwei Siegen in der Hoffnungsrunde erreichte er den Kampf um Bronze, den er gegen den Polen Krzysztof Węglarz gewann. 2007 belegte Winston Gordon den siebten Platz bei den Weltmeisterschaften in Rio de Janeiro. Bei den Olympischen Spielen 2008 in Peking schied er in seinem ersten Kampf gegen den Usbeken Xurshid Nabiev aus. Vier Jahre später erreichte er bei den Olympischen Spielen 2012 in London die zweite Runde, dort unterlag er dem Russen Kirill Denissow.
Nach seiner Karriere wurde Winston Gordon Trainer. Er trainierte beim TSV Großhadern und war danach hauptamtlicher Trainer beim Olympiastützpunkt München.